# Andrew Keenan-Bolger
Andrew Keenan-Bolger (Detroit, Míchigan; 16 de mayo de 1985) es un actor y cantante estadounidense de teatro musical. Interpretó el papel de Robertson Ay en la primera gira nacional de Mary Poppins y luego apareció en ese papel en Broadway. El artista cuenta con un blog de éxito donde habla de su carrera titulado "KeenanBlogger".

## Carrera
De niño, Keenan-Bolger estuvo en el elenco original de Seussical, un musical de Broadway. También ha aparecido en Broadway en La bella y la bestia, como Chip, y en Un cuento de Navidad, como el chico que lleva el pavo. El actor apareció en las primeras giras nacionales de la comedia musical The 25th Annual Putnam County Spelling Bee, como Leaf Coneybear, en Ragtime, y How the Grinch Stole Christmas como un joven Max. Otros créditos teatrales incluyen la versión teatral de High School Musical en el North Shore Music Theatre y Perez Hilton Saves the Universe en el Festival Fringe de 2008.
También apareció en el papel de Christophe en la serie de televisión The Naked Brothers Band y como comentarista semanal en el programa FNMTV de MTV . Sus créditos cinematográficos incluyen La bella y la bestia 2: Una Navidad encantada y Marci X.
Mientras trabajaba en la obra High School Musical, el personal del North Shore Music Theatre le pidió a Keenan-Bolger comenzar un video blog para promocionar el musical. Los videos tuvieron una gran cantidad de vistas y el blog ganó un amplio público. Después de terminar su trabajo con ese teatro, el actor decidió seguir utilizando el blog. Cada entrada se publicaba en YouTube y atraía a una media de más de 7000 puntos de vista. El video titulado 'The One Where Jake Gets Kidnapped' ('En el que Jake es secuestrado') fue visto más de 43.000 veces. Keenan-Bolger fue además habitual colaborador en la serie web The Battery's Down, creada por su amigo Jake Wilson. Es conocido también por su interpretación en la canción "You're in Vegas", que está disponible para su descarga en iTunes.